# Araneus tuscarora
Araneus tuscarora là một loài nhện trong họ Araneidae.
Loài này thuộc chi Araneus. Araneus tuscarora được Herbert Walter Levi miêu tả năm 1973.